# Beatriz de Rethel

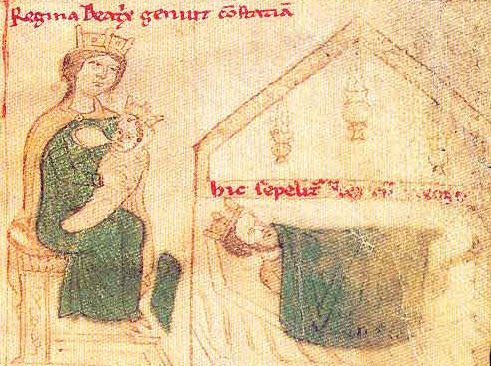
Beatriz y su hija Constanza junto al rey Roger II en su lecho de muerte. Esta ilustración muestra a Beatriz con su pequeña hija en sus brazos; sin embargo, Constanza nació casi nueve meses después de la muerte de su padre.

Beatriz de Rethel (1130-30 de marzo de 1185) fue una mujer de la nobleza francesa y la tercera reina consorte del rey Roger II de Sicilia.

## Familia
Beatriz nació en algún momento entre 1130 y 1132, como la hija mayor y una de los nueve hijos de Ithier, conde de Rethel, y de Beatriz de Namur. Su padre fue conde de Rethel desde 1158 a 1171.

## Matrimonio, descendencia, y viudez
En 1151, Beatriz se casó con el rey Roger II de Sicilia. Su mandato como consorte duró solo unos tres años, porque Roger murió el 26 de febrero de 1154. Beatriz tenía un poco más de tres semanas de embarazo en el momento de su muerte, y su única hija, Constanza de Sicilia, nació el siguiente mes de noviembre. Ella se casó con Enrique VI, emperador del Sacro Imperio Romano Germánico, con quien tuvo un hijo, Federico II, emperador del Sacro Imperio.
Beatriz sobrevivió a su marido treinta y un años, pero no hay constancia de que se haya casado de nuevo. Su hija se convirtió en la reina reinante del Reino de Sicilia el 25 de diciembre de 1194.